# كيفن فرنسيس
كيفن فرنسيس (بالإنجليزية: Kevin Francis)‏ هو منتج أفلام ومنتج تلفزيوني بريطاني، ولد في القرن العشرين في إنجلترا في المملكة المتحدة.

## وصلات خارجية
- كيفن فرنسيس على موقع IMDb (الإنجليزية)
- كيفن فرنسيس على موقع قاعدة بيانات الفيلم (الإنجليزية)